# Phyllagathis gigantifolia
Phyllagathis gigantifolia är en tvåhjärtbladig växtart som beskrevs av Madhavan Parameswarau Nayar. Phyllagathis gigantifolia ingår i släktet Phyllagathis och familjen Melastomataceae. Inga underarter finns listade i Catalogue of Life.